# 혜랑
혜랑(본명: 황미순)은 대한민국의 가수이다.

## 음반
- 2005년 팔도 아리랑
- 2009년 망설이지마 / 가지마세요
- 2010년 모르시나요
- 2011년 무정한 사람 / 모르시나요
- 2013년 사랑은 가슴아픈것

## 홍보대사
- 2014년 완도국제해조류박람회 홍보대사

## 수상
- 2005년 MBC 향토가요제 창작곡 대상
- 2010년 무진주 복지문화예술상 대상